# Centraal-Bosnië
Centraal-Bosnië is een van de tien kantons van de Federatie van Bosnië en Herzegovina in Bosnië en Herzegovina.
Het is gelegen in centraal Bosnië en heeft een oppervlakte van 2.189 km², wat 12% van de totale oppervlakte is van de Federatie van Bosnië en Herzegovina. In het gebied wonen meer dan 253.000 mensen, verdeeld over twaalf gemeenten: Bugojno, Busovača, Dobretići, Donji Vakuf, Fojnica, Gornji Vakuf-Uskoplje, Jajce, Kiseljak, Kreševo, Novi Travnik, Travnik en Vitez.